# Articulation costo-chondrale
Les articulations costo-chondrales (ou articulations chondro-costales) sont les articulations entre les extrémités antérieures des côtes et les cartilages costaux.

## Description
Ce sont des synarthroses. 
Chaque côte présente une dépression en forme de cupule qui reçoit le cartilage costal qui est maintenu par la continuité entre le périoste et le périchondre. Il n'y a normalement aucun mouvement au niveau de ces articulations.